# Thomas Cook Airlines (Belgia)

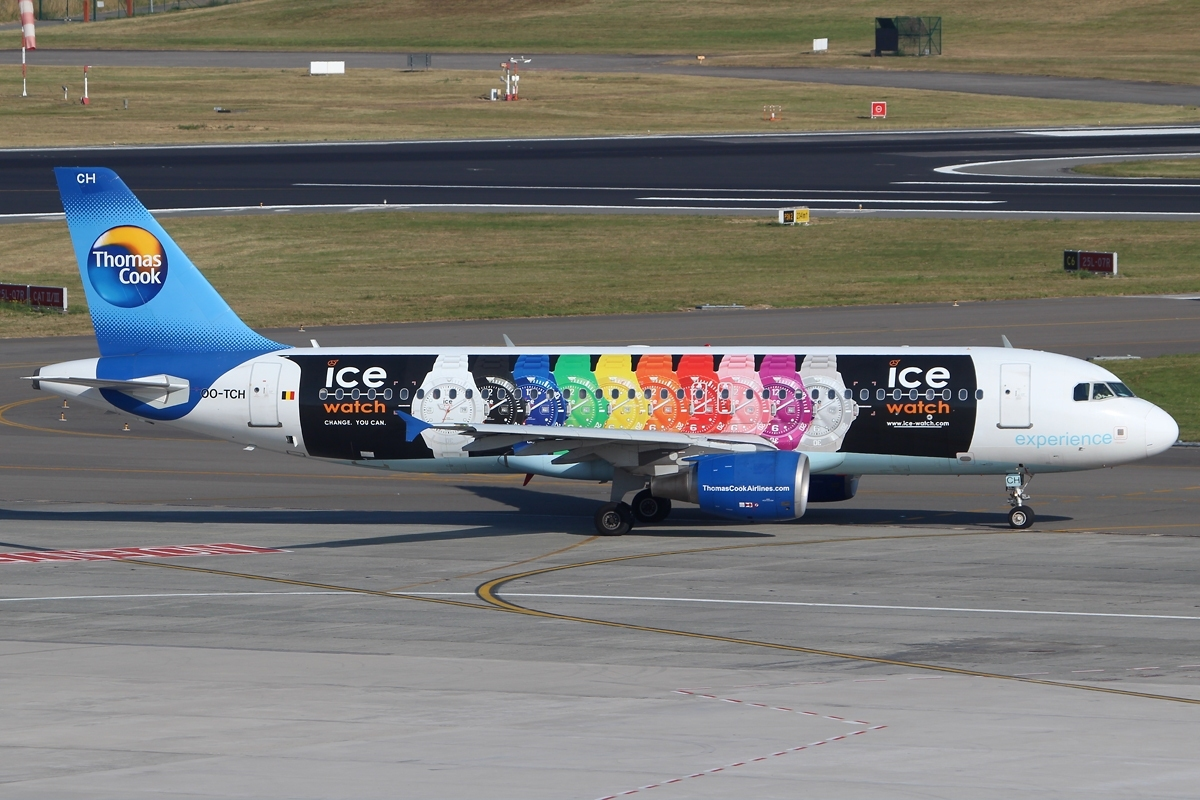
Airbus A320-214 Thomas Cook Airlines Belgium OO-TCH

Thomas Cook Airlines (Belgia) – nieistniejąca belgijska czarterowa linia lotnicza z siedzibą w Diegem. Obsługuje loty czarterowe na wybrzeże Morza Śródziemnego z brukselskiego lotniska i, w mniejszym stopniu, z portu lotniczego Liège. Linia oferuje również usługi leasingowe samolotów.
27 października 2017 roku linia zaprzestała wszelkiej działalności.

## Historia
Linia lotnicza została założona w dniu 12 grudnia 2001 r. Rozpoczęła działalność w dniu 13 marca 2002 roku. Do stycznia 2004 r., bilety lotnicze mogły być zakupione w agencjach podróży w ramach wycieczek; od tego czasu jest możliwa samodzielna rezerwacja miejsc w samolocie. Linia lotnicza ma kilka siostrzanych firm, wszystkie mają wspólne zarządzanie flotą: Thomas Cook Airlines, Thomas Cook Airlines Skandynawia i Condor.

## Flota
Flota składała się z 3 samolotów Airbus A320-214 (OO-TCH Experience, OO-TCI Relax i OO-TCJ Inspire) oraz jednego Airbus A319-132 (OO-TCS Sunshine).

## Połączenia
- Barbados: Bridgetown (BGI)
- Belgia: Bruksela (BRU), Liège (LGG), Ostend (OST)
- Bułgaria: Bourgas (BOJ), Varna (VAR)
- Chorwacja: Dubrovnik (DBV)
- Cypr: Paphos (PFO)
- Czarnogóra: Trivat (TIV)
- Egipt: Hurghada (HRG), Luxor (LXG), Marsa Alam (RMF), Sharm El Sheigh (SSH), Taba (TCP)
- Francja: Bastia (BIA), Biarritz (BIQ), Nicea (NCE), Tarbes (LDE)
- Grecja: Chania (CHQ), Chios (JKH), Corfu (CFU), Heraklion (HER), Kos (KGS), Mikonos (JMK), Mytilene (MJT), Rhodes (RHO), Thira (JTR), Zakinthos (ZTH)
- Hiszpania: Alicante (ALC), Almeria (LEI), Barcelona/Girona (GRO), Ibiza (IBZ), Jerez (XRY), Lanzarote (ACE), Las Palmas (LPA), Mahon (MAH), Malaga (AGP), Palma (PMI), Puerto del Rosario (FUE), Reus/Tarragona (REU), Santa Cruz De La Palma (SPC), Teneryfa (TFS)
- Islandia: Reykjavik (KEF)
- Jordania: Aqaba (AQJ)
- Maroko: Agadir (AGA), Marrakech (RAK)
- Portugalia: Faro (FAO), Funchal (FNC)
- Republika Zielonego Przylądka: Boa Vista (BVC), Sal (SID)
- Saint Lucia: St. Lucia (UVF)
- Tunezja: Djerba (DJE), Enfidha (NBE)
- Turcja: Antalya (AYT), Bodrum (BJV)
- Wielka Brytania: Manchester (MAN)
- Włochy: Naples (NAP), Olbia (OLB), Palermo (PMO), Rimini (RMI)